# Historia Rerum Norvegicarum
Historia Rerum Norvegicarum (Historia de Noruega) es una obra histórica sobre el reino de Noruega que consta de 3500 páginas escritas en latín y cuya autoría se atribuye al historiador islandés Thormodus Torfæus. El trabajo fue publicado originalmente en 1711 y se componía de cuatro volúmenes. Fue la primera presentación sobre la historia de Noruega desde Heimskringla de Snorri Sturluson. La obra trata desde los inicios de Noruega hasta 1387, haciendo énfasis en la antigua historia medieval. Torfæus se sirvió de varios manuscritos medievales en nórdico antiguo sobre sagas nórdicas, y fue pionero en el uso de ese tipo de fuentes como material de trabajo. 
Una traducción de la obra al noruego comenzó a publicarse en 2008, consta de siete volúmenes y se completó en 2014.